# Josep Serra i Abella
Josep Serra i Abella (Barcelona, 10 de novembre de 1906 — juliol de 1989) fou un artista ceramista català, fill d'Antoni Serra i Fiter.

## Biografia
El 1919 va ingressar a l'Escola Superior dels Bells Oficis de la Mancomunitat de Catalunya, treballant a la secció d'arts de la Terra amb els seus germans Antoni i Enric i deixant-se influenciar pel modernisme. El 1926 es traslladà amb el seu pare i germans a la masia Can Famades de Cornellà de Llobregat (avui Masia Museu Serra), que es transformaria en l'anomenada Manufacturera Serra. Influït ara pel noucentisme i l'art déco, ell i els seus germans realitzaren peces de majòlica vidriada i de terra cuita.
A la mort del seu pare en 1932 es va fer càrrec del taller del seu pare. El mateix any va exposar peces a l'Exposició de Primavera al Palau de Projeccions de Montjuïc i el 1935 ho va fer amb els seus germans a la Fira de Mostres de París, i a diverses mostres de ceràmica a Milà.
Durant la guerra civil espanyola va col·laborar amb el Comissariat de propaganda de la Generalitat de Catalunya organitzant una exposició sobre art català a Mèxic, però la major part de les peces foren confiscades per les tropes franquistes i l'exposició no es va poder fer. En tornar es va incorporar el 1938 a l'Exèrcit Popular de la República, i durant la retirada marxà cap a França, on fou internat en un camp de concentració.
Cap al 1940 va poder tornar a Cornellà i reprendre la seva feina. Aleshores va realitzar peces amb decoracions abstractes i geomètriques. El 1941 es casa amb la pianista Maria Moragas, amb qui va tenir un fill, el també ceramista Jordi Serra i Moragas. El 1959 va començar a experimentar amb la ceràmica de reflexos metàl·lics i va aprofundir en l'estudi dels esmalts. Al principi va centrar gairebé tot el seu interès en els esmalts monocromàtics, i amb decoracions suaus de dibuixos geomètrics, figuratius o de plantes, gairebé sempre pintats o esgrafiats. El seu fill Jordi es va incorporar al taller pel 1960 i inicia la producció de sèries de gres mat sobre cobertes sobre les quals aplica flamejats.
A finals dels anys 1970 i començaments dels 1980 li arribà el reconeixement de la seva obra. Organitzà nombroses exposicions de la seva obra, com l'organitzada a La Rectoria de Cornellà de Llobregat en 1987. El 1986 va rebre la distinció de Mestre Artesà de la Ceràmica de la Generalitat de Catalunya.